# Maria Flink
Maria Flink (* 18. Januar 1892 in Schweiler; † 31. Oktober 1978) war eine deutsche Politikerin und ehemalige Landtagsabgeordnete (Zentrum).

## Leben und Beruf
Nach dem Schulbesuch absolvierte sie eine Lehrerausbildung und war anschließend im Schuldienst tätig. Flink war seit 1918 Mitglied der Deutschen Zentrumspartei und war in zahlreichen Parteigremien vertreten. Sie war Mitglied im Rat der Gemeinde Rurberg und seit 1964 Bürgermeisterin. Außerdem war sie Mitglied im Kreistag des Kreises Monschau.
Vom 20. April 1947 bis zum 4. Juli 1954 und vom 11. Februar 1958 bis zum 12. Juli 1958 war Flink Mitglied des Landtags des Landes Nordrhein-Westfalen. In der ersten und in der zweiten Wahlperiode wurde sie über die Landesliste ihrer Partei gewählt. Am 11. Februar 1958 rückte sie über die Landesliste ihrer Partei für den ausgeschiedenen Abgeordneten Friedrich Krabbe nach.
In Rurberg wurde der Maria-Flink-Weg nach ihr benannt.